# Mont Sacré de Belmonte
Le Mont Sacré de Belmonte est un calvaire édifié au-dessus des communes de Valperga et Cuorgnè, situées dans la province de Turin dans le Piémont, dont la construction remonte au début du XVIIIe siècle. Il est dû à l'initiative du père mineur pratiquant, Michelangelo de Montiglio. Il a été inscrit le 3 juillet 2003, avec huit autres calvaires du Piémont et de la Lombardie sur la Liste du patrimoine mondial au titre des biens culturels par l’Unesco.

## Description
À l'entrée de la vallée de l'Orco, le Mont Sacré de Belmonte domine Valperga et Cuorgnè. Sa construction remonte au début du XVIIIe siècle. L'ensemble monumental comprend un sanctuaire autour duquel se déroule en anneau un parcours de dévotion orné de treize chapelles dédiées au Mystères du Rosaire. Le style est dépouillé. Les chapelles sont toutes bâties sur le même plan, avec une pièce de dimension variable et une abside polygonale, accompagnée par un portique sur lequel apparaît la représentation de la scène sacrée. Le langage est plus plastique que pictural, les statues sont simples et populaires[évasif], réalisées par gestes vifs. Il ne reste une partie des statues originales du XVIIIe siècle en terre cuite de Castellamonte, les autres étant soit très abîmées, soit remplacées par de plus récentes en plâtre.

## Histoire
Le site de hauteur de Belmonte est habitée sans interruption pendant l'Âge du Bronze final et le premier Âge du Fer, du  XIIIe au Ve siècle avant J.-C. Il se rattache à la culture de Golasecca, sans atteindre la dimension d'une véritable ville. Vers 400 av. J.-C., les habitats déclinent, peut-être à cause du refroidissement climatique qui rend impraticables les cols qui conduisent à la vallée de l'Isère et au lac du Bourget, ou de l'invasion des Celtes qui, selon Tite-Live, envahissent l'Italie du Nord en passant par le pays des Taurins.
La tradition attribue la fondation du sanctuaire à Arduin d'Ivrée, roi d'Italie : vers 1014, il en aurait fait le vœu à la suite d'une grave maladie où il avait reçu une vision de la Vierge Marie, de saint Benoît et de sainte Marie Madeleine,. Il est attesté qu'un monastère bénédictin a été fondé fin 1197, pour hommes selon certaines sources, pour femmes selon d’autres. Les financements religieux pour les Sacri Monti du Piémont et de Lombardie sont supposés très anciens, comme en témoignent les chapiteaux
En 1326, les sœurs de Santa Scolastica sont présentes. Elles quittent le mont deux siècles plus tard, suivant les préceptes du Concile de Trente. Les frères franciscains mineurs s’établissent au début du XVIIe siècle ; ils reconstruisent le sanctuaire, projettent et réalisent l’ensemble de dévotion.
À partir de 1712, le père Michelangelo édifie en quelques années les huit premières chapelles. Les extrêmes étant fixés avec les chapelles 1 et 6, où le parcours renvoie sur le chemin du retour, il procède à la construction de diverses étapes intermédiaires. La structure est ainsi complètement définie, mais à la mort de son fondateur, l’édification est arrêtée durant une quarantaine d’années. Le chantier reprend en 1759, mais s’interrompt encore après 1781, avec la suppression des ordres monastiques. À cette époque l’ensemble des Sacri Monti du Piémont et de Lombardie est pratiquement achevé.
Les dévastations[évasif] ont causé de nombreux dommages aux statues originales. La dernière chapelle, la treizième, fut construite en 1825. Le parcours prévoyait une quatorzième chapelle, le Sépulcre, mais elle a été transformée en hôtel. En 1872, le père Rolle fonde une chapelle dédiée à saint Siméon stylite, devenue ensuite nécropole des comtes de Valperga.
Les premières restaurations remontent au début du XXe siècle : certaines fresques sont complètement refaites et de nombreuses statues remplacées par d’autres en plâtre.
En juillet 2003, le Mont Sacré de Belmonte est inscrit avec huit autres calvaires du Piémont et de la Lombardie sur la Liste du patrimoine mondial au titre des biens culturels par l’Unesco.

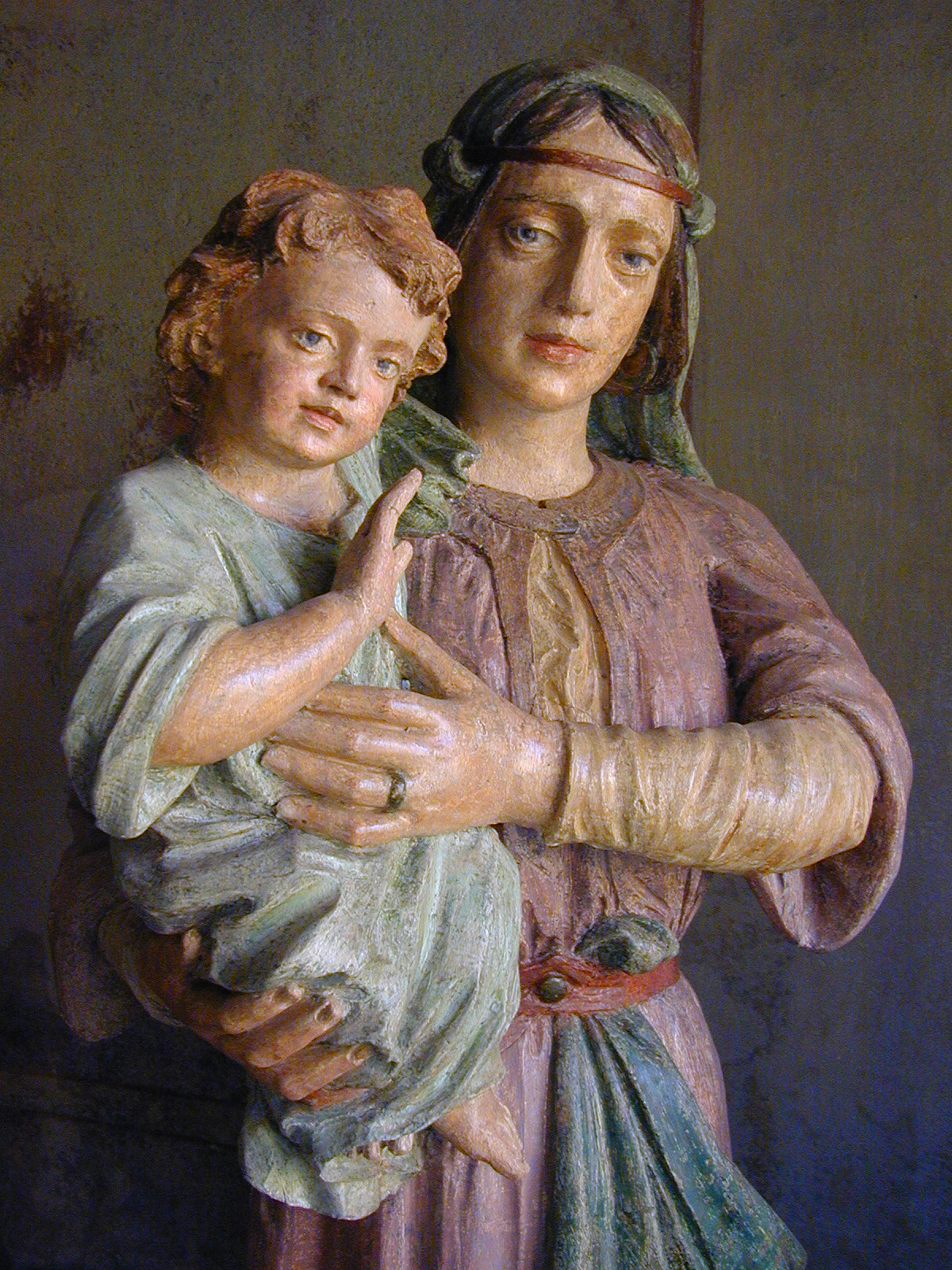
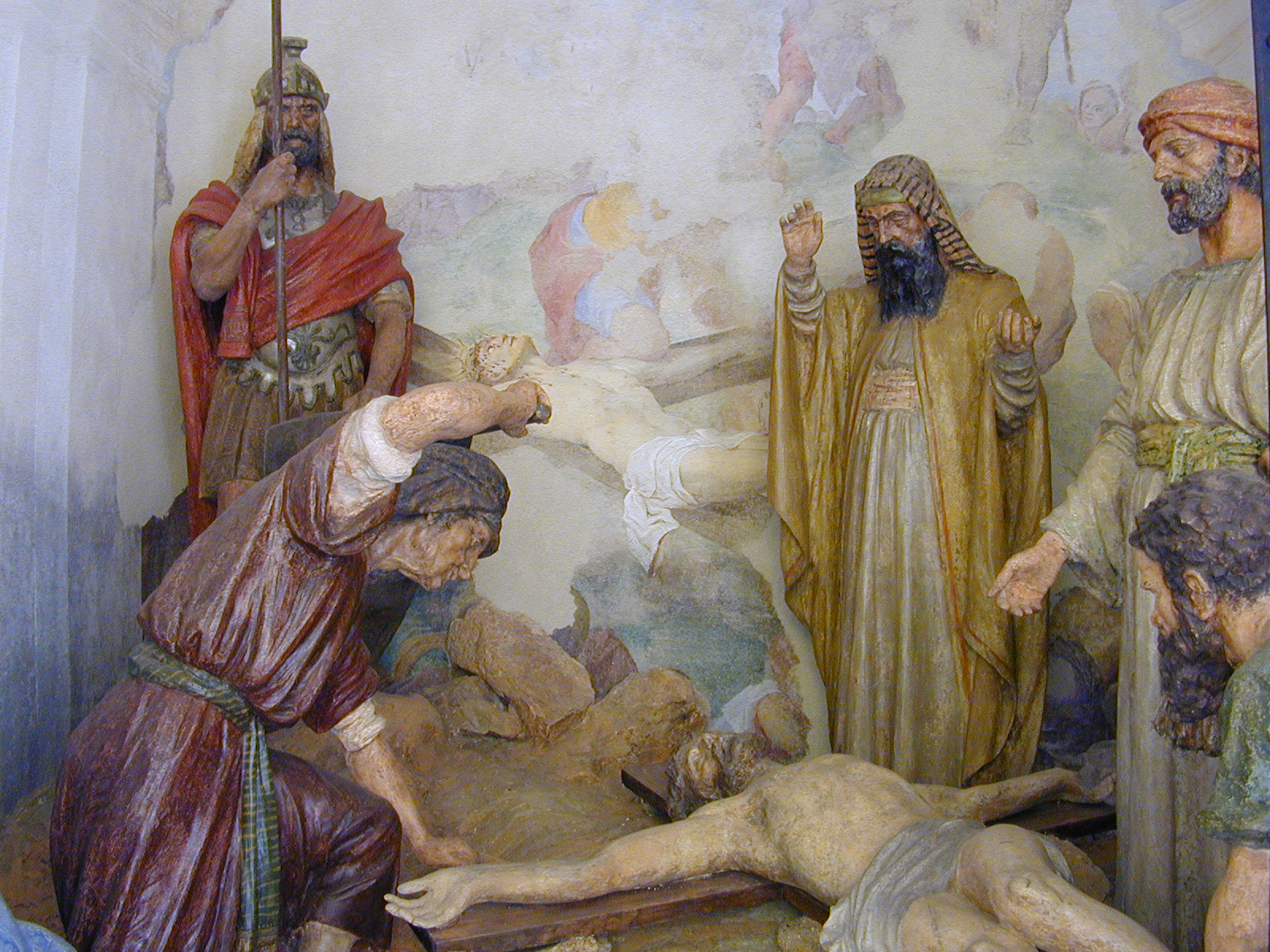